# Asesinato de Skylar Neese
Skylar Annette Neese (Morgantown, Virginia Occidental; 10 de febrero de 1996-Municipio de Wayne, Pensilvania; 6 de julio de 2012) fue una adolescente estadounidense que desapareció en Star City, Virginia Occidental, durante la medianoche del 6 de julio de 2012. El cuerpo de Neese fue encontrado el 16 de enero de 2013 en el Municipio de Wayne (condado de Greene, Pensilvania). Fue asesinada por dos de sus amigas del colegio, Rachel Shoaf y Shelia Eddy. En diciembre de 2012, Shoaf contó a las autoridades cómo ella y Eddy planearon y llevaron a cabo el crimen. Shoaf se declaró culpable de asesinato en segundo grado el 1 de mayo de 2013. La desaparición de Neese llevó que la legislación de Virginia Occidental introdujese cambios en el sistema de alerta de menores desaparecidos Alerta AMBER.

## Contexto

### Víctima
Skylar Annette Neese era la única hija de Mary y Dave Neese. En esa época, Mary Neese trabajaba como asistente administrativa en un laboratorio cardíaco y Dave Neese era ensamblador de productos en Walmart. Skylar era una estudiante de honor en el instituto University High del condado de Monongalia y quería convertirse en abogada criminalista. Durante la tarde también trabajaba en Wendy's.

### Autoras
Shelia Rae Eddy (28 de septiembre de 1995), hija de Tara Clendenen y Greg Eddy, nació en Blacksville, Virginia Occidental.
Rachel Shoaf (10 de junio de 1996) se crio en Morgantown. Es hija de Rusty y Patricia Shoaf.
Ambas acudían al mismo instituto que la víctima.

## Desaparición
El 5 de julio de 2012, Neese regresó al apartamento de su familia en Star City tras su turno en Wendy's. El sistema de videovigilancia del apartamento muestra cómo Neese salió del apartamento a través de la ventana de su habitación a las 12:20 a. m. del 6 de julio y se subió a un sedán. El padre de Neese declaró que  no se llevó el cargador de móvil, que dejó la ventana abierta y que, por lo tanto, planeaba volver a casa.

## Asesinato
La noche del asesinato, Shelia Eddy y Rachel Shoaf habían invitado a Neese a escabullirse con ellas. Neese, que recientemente se había alejado de ellas, dudó en un principio. Después de una serie de llamadas y mensajes de texto, Neese cambió de opinión.
Sobre las 12:30 a. m., Neese salió de su habitación por la ventana, cruzó la calle y se subió en la parte trasera de un sedán de cuatro puertas. Los agentes de policía determinaron más tarde que Shelia Eddy había estado en posesión del sedán esa misma tarde. Pusieron rumbo a su destino, justo al otro lado de la frontera de Pennsylvania, un lugar a donde las tres chicas iban de vez en cuando a fumar marihuana. Shoaf y Eddy llevaban planeando el asesinato de Neese durante meses. Salieron de la casa de Eddy con todo preparado para el asalto: cuchillos de cocinas, toallitas de papel, lejía, paños de limpieza, ropa limpia y una pala. Ocultaron los cuchillos con ellas y escondieron el resto de utensilios en el maletero de coche de Eddy.
Una vez las chicas ya estaban fuera del vehículo, Shoaf y Eddy comentaron que se habían olvidado de coger un mechero. Neese se ofreció a regresar al coche a por el suyo y, cuando se dio la vuelta, las autoras empezaron a contar hasta tres -la señal que habían acordado. Una vez terminada la cuenta atrás, Shoaf y Eddy apuñalaron repetidamente a Neese. La víctima intentó escapar, pero solo fue capaz de correr unos pocos metros antes de que Shoaf la tirase al suelo y continuase el asalto. Durante el ataque, Neese se las arregló para quitarle el cuchillo a Shoaf y, en un aparente intento de defenderse, le hizo un corte en la rodilla. Eddy siguió apuñalando a Neese hasta que solo se escuchaba silencio y, según Shoaf, "el cuello de Neese dejó de hacer sonidos de gorgoteo". El examen post mortem de Neese localizó más de 50 heridas producidas por el apuñalamiento.
Tras el asesinato, Eddy y Shoaf intentaron ocultar el cadáver. Su primer plan era arrojar a Neese a un lado de la carretera, lo que no funcionó porque el camino corría a lo largo de un arroyo y el suelo era demasiado duro y rocoso para hacer un agujero. Finalmente, cubrieron el cuerpo de Skylar con rocas, ramas y hojas caídas y tierra. Eddy y Shoaf regresaron al coche para limpiarse y arreglar la escena del crimen. Una vez terminadas, abandonaron el lugar, se deshicieron de la ropa manchada de sangre y volvieron a sus hogares.

## Investigación
En un primer momento, las autoridades consideraron el caso de Skylar Neese como una fuga voluntaria, por lo que la Alerta AMBER no fue activada.  Los padres de la víctima repartieron panfletos de la desaparición por todo el condado de Monongalia. La policía descubrió que el coche en el que Skylar fue vista por última vez pertenecía a Shelia Eddy y la interrogó. Eddy admitió haber recogido a Neese pero declaró que la había dejado en casa una hora después. El FBI y la Policía Estatal de Virginia Occidental se unieron a la búsqueda de Skylar Neese el 10 de septiembre de 2012 y empezaron a interrogar a sus amigos del instituto.
El giro en el caso tuvo lugar cuando Rachel Shoaf admitió que ella y Shelia Eddy habían planeado matar a Neese. Alegó que la motivación del crimen era que "no les gustaba" y que "no querían seguir siendo amigas suyas". Dave Neese declaró que ambas chicas estaban entre las mejores amigas de su hija, y que Shelia Eddy había estado ayudando a la familia en la búsqueda distribuyendo los panfletos de persona desaparecida. Tras la confesión, Rachel Shoaf condujo a los investigadores hasta el cuerpo. El 13 de marzo de 2013, el fiscal de los Estados Unidos, William J. Ihlendeld II, lanzó una nota de prensa revelando que el cuerpo encontrado el 16 de enero de 2013 en el Municipio de Wayne había sido identificado como el de Neese. Sus restos fueron encontrados a menos de 48 km de su casa.

## Cargos criminales
El 1 de mayo de 2013, Rachel Shoaf se declaró culpable de asesinato en segundo grado. Según la transcripción judicial, Shoaf dijo que ella y Shelia Eddy recogieron a Neese en el coche de Eddy. Las tres condujeron hasta Pennsylvania, se bajaron del vehículo y empezaron a socializar. En el momento acordado, Shoaf y Eddy  apuñalaron hasta la muerte a Skylar tras contar hasta tres. Las adolescentes intentaron enterrar el cuerpo de Neese, pero fueron incapaces, por lo que lo cubrieron con hojas y ramas. La transcripción indica que otros estudiantes escucharon conversaciones entre Eddy y Shoaf acerca del complot, pero no lo reportaron al pensar que se trataba de una broma.
El 4 de septiembre de 2013, los fiscales de Virginia Occidental identificaron públicamente a Shelia Eddy como la presunta segunda autora del asesinato de Skylar Neese y anunciaron que sería juzgada como una adulta. Eddy fue acusada por un gran jurado el 6 de septiembre de 2013 por secuestro, asesinato en primer grado y conspiración para cometer un asesinato. Shelia Eddy se declaró no culpable por esos cargos. 
Finalmente, Shelia Eddy fue declarada culpable de asesinato en primer grado y sentenciada a cadena perpetua, con la posibilidad de optar a libertad condicional tras 15 años.
Rachel Shoaf fue condenada a 30 años en prisión con la posibilidad de libertad condicional tras 10 años. 
Se le ha negado la libertad condicional 2 veces.
Ambas mujeres permanecen en Lakin Correctional Center, en el condado de Mason.